# Ovčáček čtveráček
Ovčáček čtveráček je satirické divadelní představení, uváděné také jako nekorektní kabaret. Jeho autory je skupina umělců z Městského divadla Zlín (MDZ), která se označuje jako Pia Fraus. Celé představení se točí kolem osoby Jiřího Ovčáčka, mluvčího českého prezidenta Miloše Zemana, a je inspirováno některými událostmi z roku 2016 – návštěvou dalajlámy v ČR, reakcí Číny, situací kolem udělování státních vyznamenání (kauza Brady), Danem Hůlkou, ale i zdravotním stavem prezidenta Zemana, kauzou Peroutka či vystupováním bývalého hradního protokoláře Jindřicha Forejta. Ve hře se objevily i narážky na české novináře, vedoucího prezidentské kanceláře Vratislava Mynáře či signatáře dopisu čínské vládě.
Představení mělo premiéru 6. listopadu 2016 v Dílně MDZ, derniéra se uskutečnila 7. února 2017 v divadle Za plotem v areálu Psychiatrické nemocnice v Bohnicích. Vzhledem k velkému zájmu diváků o představení se derniéra představení navíc vysílala do přibližně šesti desítek kin, po přičtení záznamů se uskutečnilo 90 představení v kinech, čímž byl mezi divadelními představeními překonán rekord Divadla Járy Cimrmana a jejich hry České nebe z 4. října 2012. Představení se zúčastnil i tehdejší ministr kultury Daniel Herman, Jiří Ovčáček naopak pozvání odmítl. Záznam z derniéry byl Městským divadlem Zlín dne 29. května 2017 zveřejněn na YouTube.
V hlavní roli Jiřího Ovčáčka se objevil herec Marek Příkazký. Režie a scénáře se chopil Petr Michálek, kterého kromě rozhovorů a článků inspirovala i postava Huga Pludka ze hry Zahradní slavnost od Václava Havla.
V roce 2017 vzniklo volné pokračování nazvané Ovčáček miláček.
| „                | Je docela těžké vzít si na mušku někoho, kdo působí jako parodie sebe sama. Ale hradní mluvčí se nevědomky projevil jako geniální scenárista a byla by škoda toho potenciálu nevyužít. | “ |
| — Marek Příkazký | |   |